# Bob Hawke
Robert James Lee Hawke (9. prosince 1929 Bordertown, Jižní Austrálie, Austrálie – 16. května 2019, Sydney) byl australský politik působící v Australské straně práce.
V letech 1983–1991 byl 23. ministerským předsedou Austrálie. Je autorem mnoha reforem finančního systému, řídil privatizaci státních podniků a národní banky Commonwealth Bank of Australia – reformy tohoto typu v jiných západních zemích byly obvykle prováděny pravicovými stranami.